# Daniel Adler
Pour les articles homonymes, voir Adler.
Daniel Adler, né le 16 avril 1958, est un skipper brésilien.

## Biographie
Pour sa première participation aux Jeux olympiques, en 1984 à Los Angeles, il obtient la médaille d'argent en Soling, avec ses deux coéquipiers Torben Grael et Ronaldo Senfft. En 1988 à Séoul, il termine cinquième de l'épreuve olympique de Soling puis il se classe treizième en 1992 à Barcelone.

## Palmarès
- Jeux olympiques
  - 1984 :  Médaille d'argent en Soling
- Jeux panaméricains
  - 1983 :  Médaille d'or en Soling
  - 1987 :  Médaille de bronze en Soling